# 史恩伊拉夫·文路利夫
史恩伊拉夫·文路利夫（Stanislav Manolev，1985年112月16日—），保加利亞足球運動員，司職 右閘,右中場，效力保甲球會索菲亞中央陸軍。

## 生涯

### 比林
文路利夫在他的家鄉開始他的職業足球生涯，在當地球會經過兩個成功的賽季，在比林，他的良好表現吸引到在利特克斯的注意，2005年初的遂以€60,000將他收歸旗下。

### 科利克斯
2008年，文路利夫在決賽53分鐘射入全場唯一入球協助球隊奪得國家杯。且被評為最佳球員。翌年，他替球隊衛冕成功。

### 燕豪芬
2009年7月25日，文路利夫以€3,1m加盟燕豪芬，與球會簽署了3+2年合約。
2009年8月6日，文路利夫的處子秀是歐足聯歐洲聯賽外圍賽第三圈對PFC Cherno More Varna。但不幸的是他，他在44分鐘被罰下場，但球隊仍以1:0勝出了第一回合。2009年8月9日，文路利夫首次在荷甲亮相。他出戰69分鐘，然後被哥朗金入替，助攻迪祖薩克，為自己贏得正選位置。2009年8月16日，文路利夫踢足了90分鐘，協助球隊於主場4:3對阿賈克斯隊，其中他助攻巴卡爾進球。 2009年8月23日，他交出兩次助攻，協助球隊在主場3:1勝布雷達。在2009年9月12日，他在3:0戰勝洛達中打進了他的第一個進球。因此，他入選該周最佳陣容。

### 國家隊
文路利夫的國際賽生涯開始於2010年世界杯外圍賽。 2008年8月，國家隊主教練徵召他參與對波斯尼亞和黑塞哥維那的比賽。文路利夫在該場比賽正式亮相，保加利亞亦贏得了比賽。文路利夫亦是2010年世界杯外圍賽對意大利和黑山大軍的一分子，但只是後備。2008年11月，他在對保加利亞和塞爾維亞的比賽各上陣45分鐘。11日後，在對愛爾蘭和塞浦路斯都擔當正選。

## 獎項
- 保加利亞盃 – 2008, 2009